# Chamaeleon
Chamaeleon, biljni rod iz porodice glavočika. Možda bi cijeli rod trebao biti uklopljen u rod kravljak (Carlina). Opisao ga je Cass.
Postoji 5 vrsta raširenih od Sredozemlja do srednje Azije i Pakistana.

## Vrste
1. Chamaeleon comosus (Spreng.) Greuter
2. Chamaeleon cuneatus (Boiss.) Dittrich
3. Chamaeleon gummifer (L.) Cass.
4. Chamaeleon macrocephalus (Moris) Sch.Bip.
5. Chamaeleon macrophyllus (Desf.) D.P.Petit